# 787
787（七百八十七、ななひゃくはちじゅうなな）は自然数、また整数において、786の次で788の前の数である。 

## 性質
- 138番目の素数である。1つ前は773、次は797。
  - 約数の和は788。
- 7 と 8 を使った最小の素数である。次は877。ただし単独使用を可とするなら1つ前は7。(オンライン整数列大辞典の数列 A020470)
  - 78…87 の形の最小の素数である。次は78887。(オンライン整数列大辞典の数列 A056262)
- 88番目の回文数である。1つ前は777、次は797。
  - 17番目の回文素数である。1つ前は757、次は797。
- 各位の和が22になる9番目の数である。1つ前は778、次は796。
- 787 = 32 + 72 + 272 = 92 + 92 + 252 = 112 + 152 + 212
  - 3つの平方数の和3通りで表せる115番目の数である。1つ前は785、次は802。(オンライン整数列大辞典の数列 A025323)
  - 787 = 32 + 72 + 272 = 112 + 152 + 212
    - 異なる3つの平方数の和2通りで表せる149番目の数である。1つ前は780、次は788。(オンライン整数列大辞典の数列 A025340)

## その他 787 に関連すること
- 787は、E48系列の標準数。
- ポルシェ・787は、ドイツのポルシェ製の自動車。
- マツダ・787は、マツダのプロトタイプレーシングカー。
- 787系電車は、九州旅客鉄道（JR九州）の特急形電車。
- ワシントン (USS Washington, SSN-787) は、アメリカ海軍の攻撃型原子力潜水艦。
- ボーイング787は、アメリカのボーイング社製の旅客機。
- プエルトリコの市外局番の一つ。